# Szegedy Rezső
Szegedy Rezső (Sid, 1873. április 13. – Budapest, Józsefváros, 1922. május 9.) irodalomtörténész, bölcseleti doktor, főreáliskolai tanár.

## Élete
Szegedy Géza orvos és Kemmel Mária fia. Az elemi iskolát 1880-84-ben az erdővégi (Szerém megye) horvát katolikus népiskolában, a főgimnáziumot 1885-től 1893-ig Újvidéken ösztöndíjjal végezte és itt tanult magyarul. 1893 októberében a Budapesti Tudományegyetem bölcseleti fakultatásra iratkozott be, ahol magyar- és német nyelv és irodalommal foglalkozott és 300 forint ösztöndíjat nyert. 1895. április 28-án tanári alapvizsgálatot, 1897-ben doktoratust tett és 1898-tól a pécsi főreáliskolában tanított. 1915-től a horvát nyelv és irodalom tanára volt a budapesti egyetemen.
Cikkei a főreáliskola Értesítőben (1901. Az irodalomtörténeti tanítás módszeréről, 1904. Jókai Mór emlékezete).
Felesége Szommer Irma volt, Szommer Gyula főmérnök és Funiak Jolanta lánya, akit 1899. május 17-én Pécsett vett nőül.

## Munkái
- Kölcsey aesthetikai dolgozatai. Budapest, 1897. (Különnyomat az Egyetemi Philologiai Közlönyből).
- Sylvester nyelvtana. Budapest, 1898.
- Jókai Móremlékezete. Budapest, 1904.